# Machimus caliginosus
Machimus caliginosus är en tvåvingeart som först beskrevs av Johann Wilhelm Meigen 1820.  Machimus caliginosus ingår i släktet Machimus och familjen rovflugor. Inga underarter finns listade i Catalogue of Life.